# Compagnetto da Prato
Pour les articles homonymes, voir Prato (homonymie).
Compagnetto da Prato (né à Prato) était un poète italien actif en Sicile au XIIIe siècle, c'était aussi un poète de l'École sicilienne. 

## Œuvre
Il a écrit deux chants qui sont conservés dans le manuscrit Canzoniere Vaticano latino 3793 :
- L'amor fa una donna amare
- Per lo marito c'ò rio

## Source
- (it) Cet article est partiellement ou en totalité issu de l’article de Wikipédia en italien intitulé « Compagnetto da Prato » (voir la liste des auteurs).